# ドミトロ・チグリンスキー
ドミトロ・アナトリヨヴィチ・チグリンスキー（ウクライナ語: Дмитро Анатолійович Чигринський, 1986年11月7日 - ）は、ウクライナ・フメリニツキー州イジャスラウ出身のサッカー選手。イオニコスFC所属。ポジションはDF。

## 経歴
地元のFCカルパティ・リヴィウでプレーしていたが、14歳の時にウクライナの名門であるFCシャフタール・ドネツクの下部組織へ移籍。2003-04シーズンにトップチームデビューを果たす。2005-06シーズンにFCメタルルフ・ザポリージャへレンタル移籍。ここでの活躍が認められ、半年でシャフタールに復帰した。シャフタールでの後半戦では、レギュラーを奪取しリーグ優勝に貢献した。
シーズン終了後、UEFA U-21欧州選手権に出場。リーダーシップを発揮しチームを決勝へ導いていたが最後はオランダに敗れたものの、大会ベストイレブンに選出された。
この時の活躍が認められ、当時のウクライナ代表監督オレグ・ブロヒンから2006 FIFAワールドカップのメンバーに選ばれた。しかし、UEFA U-21欧州選手権で痛めた太腿痛の影響で出番はなかった。
2006-07シーズンは不動のレギュラーの座を獲得し、弱冠20歳にしてキャプテンに昇進した。しかしウクライナリーグでは2位に終わり、ウクライナカップも決勝でFCディナモ・キーウに1-2で敗れた。翌2007-08シーズンにはウクライナリーグとウクライナ・カップの2冠を獲得し、カップ決勝の最優秀選手にも輝いている。その後はウクライナ代表でも不動の地位を固め、2008-09シーズンはシャフタール・ドネツクでチームをUEFAカップ優勝へと導いていた。
2009年8月、リーガ・エスパニョーラ・FCバルセロナに移籍。移籍金は2500万ユーロ（約33億円）の5年契約とされている。移籍の直前にUEFAスーパーカップでシャフタールの選手としてバルセロナ戦に出場。これが同選手のシャフタール最後の試合となった。
しかしバルセロナでは怪我などもありジョゼップ・グアルディオラ監督の信頼は得られなかった。2010年7月、加入後約1年で、シャフタールへ復帰。移籍金は約1500万ユーロ（約16億6000万円）とされている。
2015年、FCドニプロに1年契約で移籍。
2016年6月11日、AEKアテネFCに移籍。
2021年9月9日、イオニコスFCに1年契約で移籍。

## 人物
- 趣味のギターをかき鳴らして余暇を過ごすことが多い。ニルヴァーナやピンク・フロイド、レッド・ホット・チリ・ペッパーズといったロックバンドが好きである[4]。
- 経営学の修士号を持つ[4]。

## 所属クラブ
- FCシャフタール・ドネツク 2004-2009

→ FCメタルルフ・ザポリージャ (loan) 2005-2006
- FCバルセロナ 2009-2010
- FCシャフタール・ドネツク 2010-2015
- FCドニプロ 2015-2016
- AEKアテネFC 2016-2021
- イオニコスFC 2021-

## 代表歴

### 出場大会
- ウクライナ代表
  - 2006 FIFAワールドカップ

### 試合数
- 国際Aマッチ 29試合 0得点（2007年-2011年）[5]

| ウクライナ代表 | 国際Aマッチ | 国際Aマッチ |
| 年             | 出場        | 得点        |
| -------------- | ----------- | ----------- |
| 2007           | 7           | 0           |
| 2008           | 6           | 0           |
| 2009           | 8           | 0           |
| 2010           | 5           | 0           |
| 2011           | 3           | 0           |
| 通算           | 29          | 0           |

## タイトル

### クラブ
FCシャフタール・ドネツク
- ウクライナ・プレミアリーグ ： 2005-06, 2007-08, 2010-11. 2011-12, 2012-13
- ウクライナカップ ： 2003-04, 2007-08, 2010-11, 2011-12, 2012-13
- ウクライナスーパーカップ ： 2008, 2010, 2011, 2012, 2013
- UEFAカップ ： 2008-09

FCバルセロナ
- リーガ・エスパニョーラ ： 2009-10
- FIFAクラブワールドカップ ： 2009

A.E.K
- スーパーリーグ ： 2017-18

### 個人
- UEFA U-21欧州選手権チーム・オブ・ザ・トーナメント ： 2006